# Aichi M6A
O Aichi M6A Seiran (晴嵐, "Tempestade de Céu Limpo") foi um hidroavião de ataque japonês que era lançado a partir de submarinos. Serviu a Marinha Imperial Japonesa durante a Segunda Guerra Mundial. Estava destinado a operar a partir dos submarinos japoneses de classe I-400, cuja missão principal era a de realizar ataques contra embarcações e outros alvos dos Estados Unidos. Apenas 28 exemplares foram construídos.

## Concepção
O plano da Marinha Imperial Japonesa era transportar estas aeronaves em recipientes herméticos até chegar ao ponto de partida da missão aérea. O navio então subiria à superfície, a aeronave seria preparada e, em seguida, lançada em direcção a um alvo. Para ajudar com o armazenamento a bordo do submarino, o Aichi M6A Seiran foi projectado com asas que giravam e ficavam planas ao longo dos lados da fuselagem, bem como as superfícies da cauda, que dobravam em suas pontas. No geral, a aeronave era em grande parte convencional, com flutuadores para desembarques de água e uma tripulação de dois para espalhar a carga de trabalho. O avião era alimentado por um motor Aichi Atsuta Tipo 31, refrigerado a líquido, V12, e com três hélices. Armado com uma metralhadora de 13 mm, o M6A também deveria carregar uma carga ofensiva de 1 x torpedo tipo 91 ou até 850 kg de artilharia ou bombas.

## Protótipos e especificações
Oito protótipos base M6A1 precederam os dezoito modelos de produção do M6A1 Seiran. Um derivado terrestre, conhecido como o M6A1K "Seiran Kai", foi projectado, contudo apenas dois protótipos foram construídos. O M6A2 foi também uma proposta que se baseou em um único protótipo — equipado com um motor de Mitsubishi Kinsei MK8P.
As especificações de desempenho para o Seiran incluíam uma velocidade máxima de 474 quilómetros por hora, uma velocidade cruzeiro de 296 quilómetros por hora, um alcance de 2 000 quilómetros e um tecto de serviço de 9 900 metros de altitude.

## Exemplares sobreviventes
Um hidroavião único, intacto, é exibido no Museu Nacional do Ar e do Espaço de Smithsonian, em Washington. Esta aeronave representa o último modelo de produção terminado. Foi entregue às forças de ocupação dos EUA no final da guerra.

## Galeria

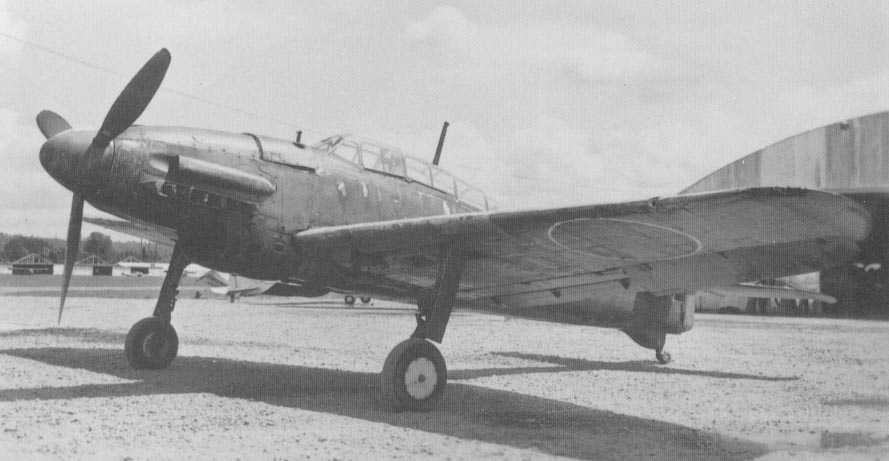
M6A1-K Nanzan
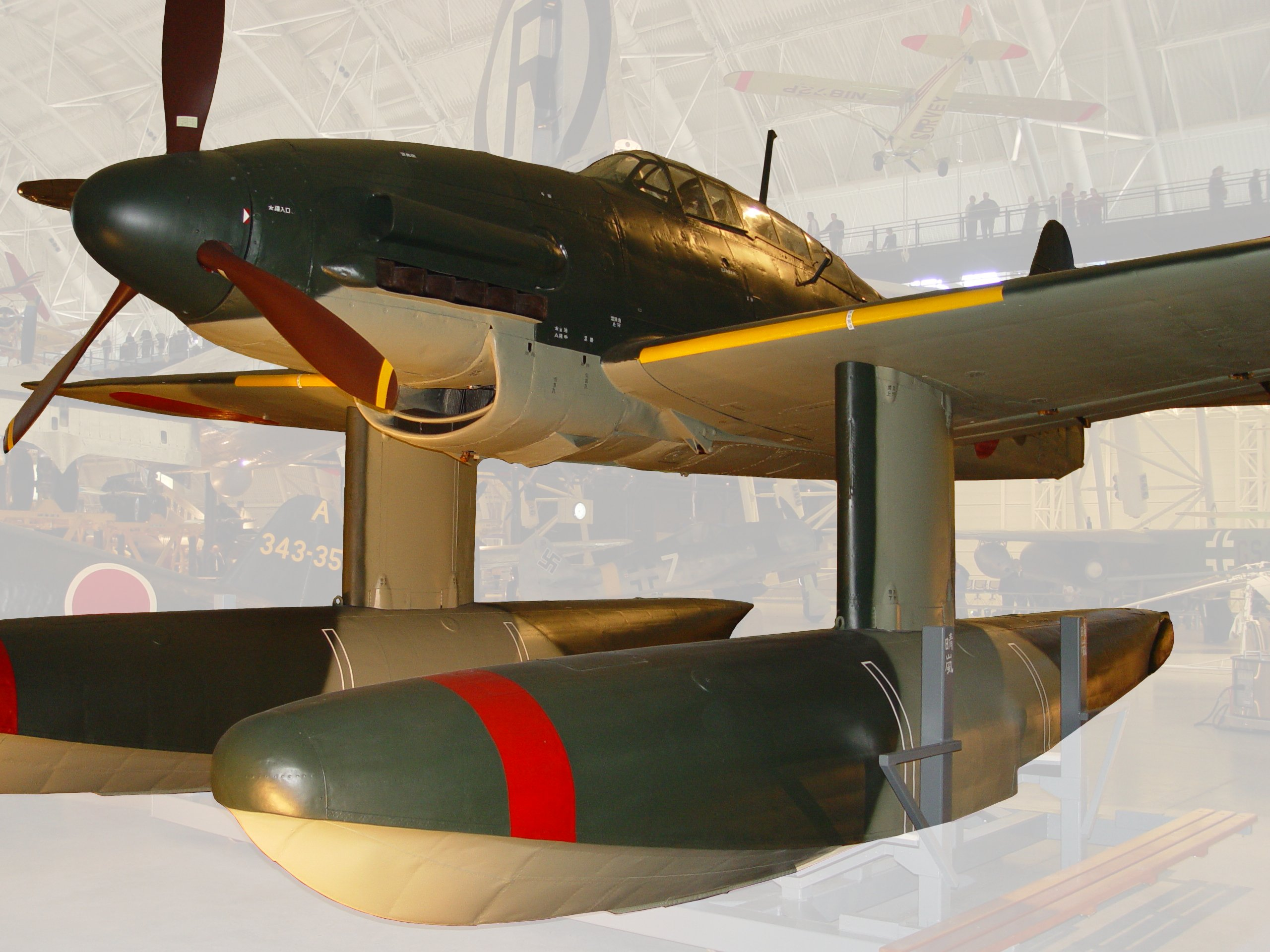
Único exemplar existente do Seiran
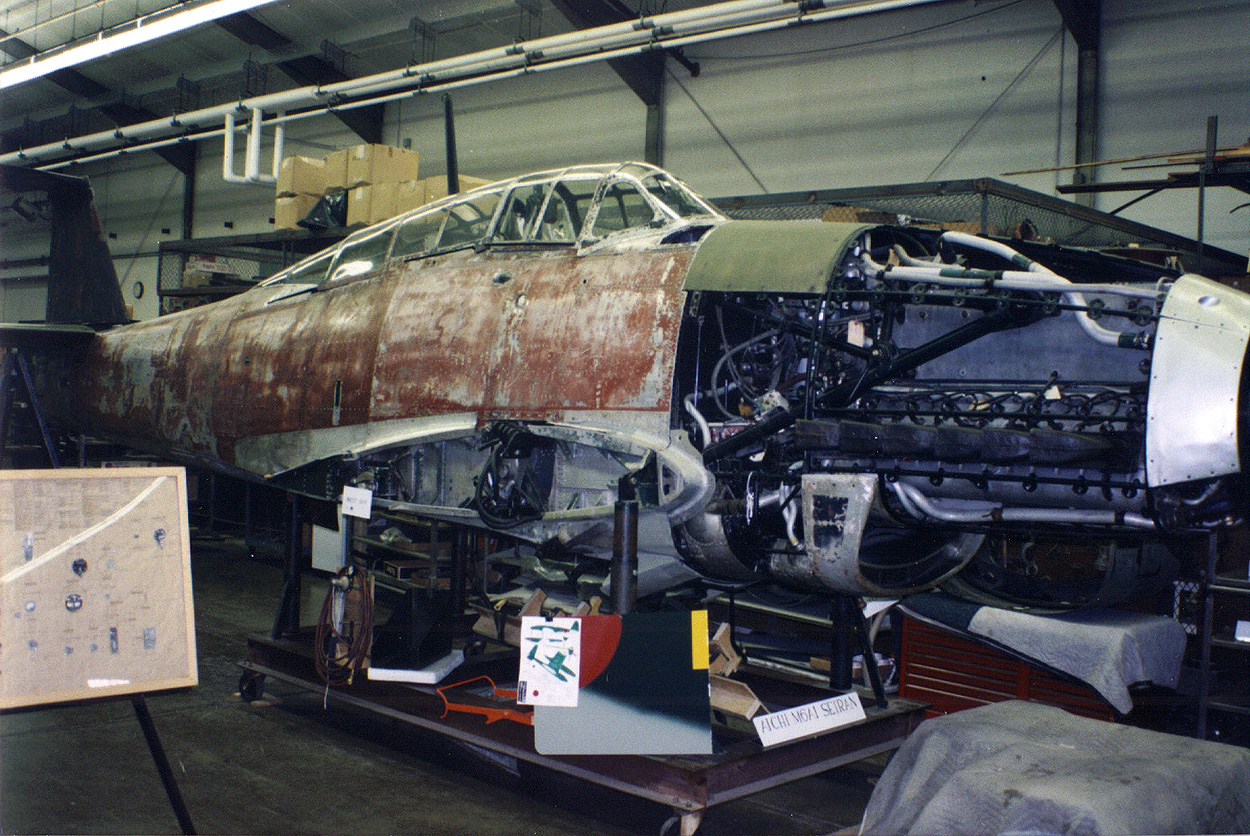
Restauração do M6A1
Perspectivas de imagem do modelo